# Severní dráha císaře Ferdinanda

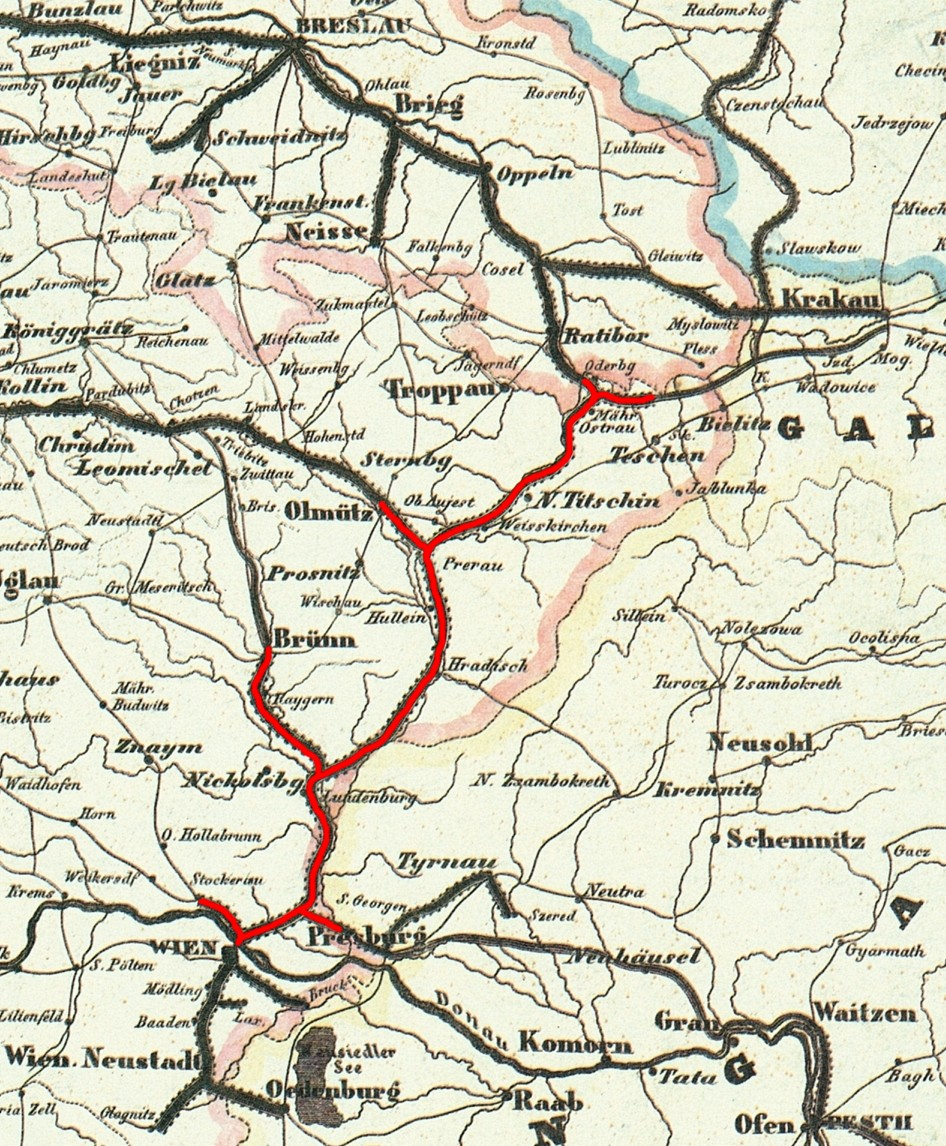
Mapa železnic Severní dráhy císaře Ferdinanda v roce 1849 (červeně). K dobudování dráhy do Krakova došlo v roce 1856

C. k. privilegovaná Severní dráha císaře Ferdinanda (německy k.k. privilegierte Kaiser Ferdinands-Nordbahn, zkratkou KFNB) byla rakouská železniční a těžební společnost založená v roce 1836.
První a hlavní tratí vybudovanou a provozovanou touto společností byla „železnice mezi Vídní a Bochní s vedlejšími drahami do Brna, Olomouce, Opavy, Bílska a Bělé, pak ke skladům soli ve Dworech, Wieliczce a u Bochni“ – tzv. „severní dráha“, nazývaná též podle společnosti „dráha Ferdinandova“ a dodnes českými železničáři přezdívaná „Ferdinandka“.
Tato železnice, která propojila Dolní Rakousy přes Moravu a Rakouské Slezsko se Západní Haličí (Malopolskem), se v roce 1839 stala první parostrojní železnicí v českých zemích a dnes po ní vede tzv. druhý železniční koridor. Jako na poslední z českých tratí na ní mezi Břeclaví a Bohumínem zůstal uplatňován levostranný provoz, jenž byl teprve 9. prosince 2012 nahrazen pravostranným, což si vyžádalo změny na nástupištích, v hlášeních a signalizaci.

## Historie

### Vznik společnosti

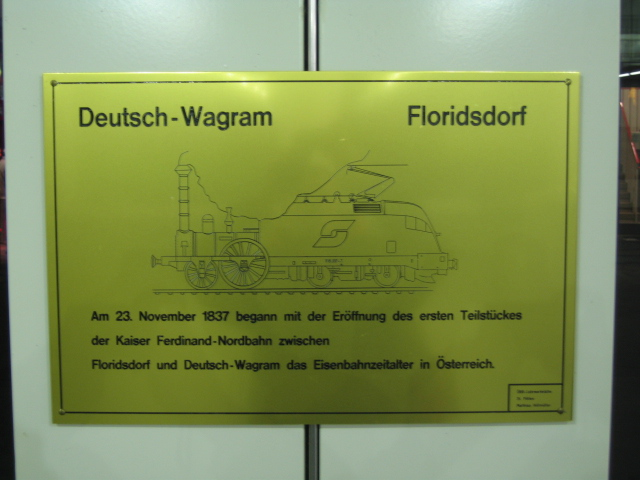
Pamětní deska ve stanici Floridsdorf připomínající otevření úseku Floridsdorf - Deutsch-Wagram

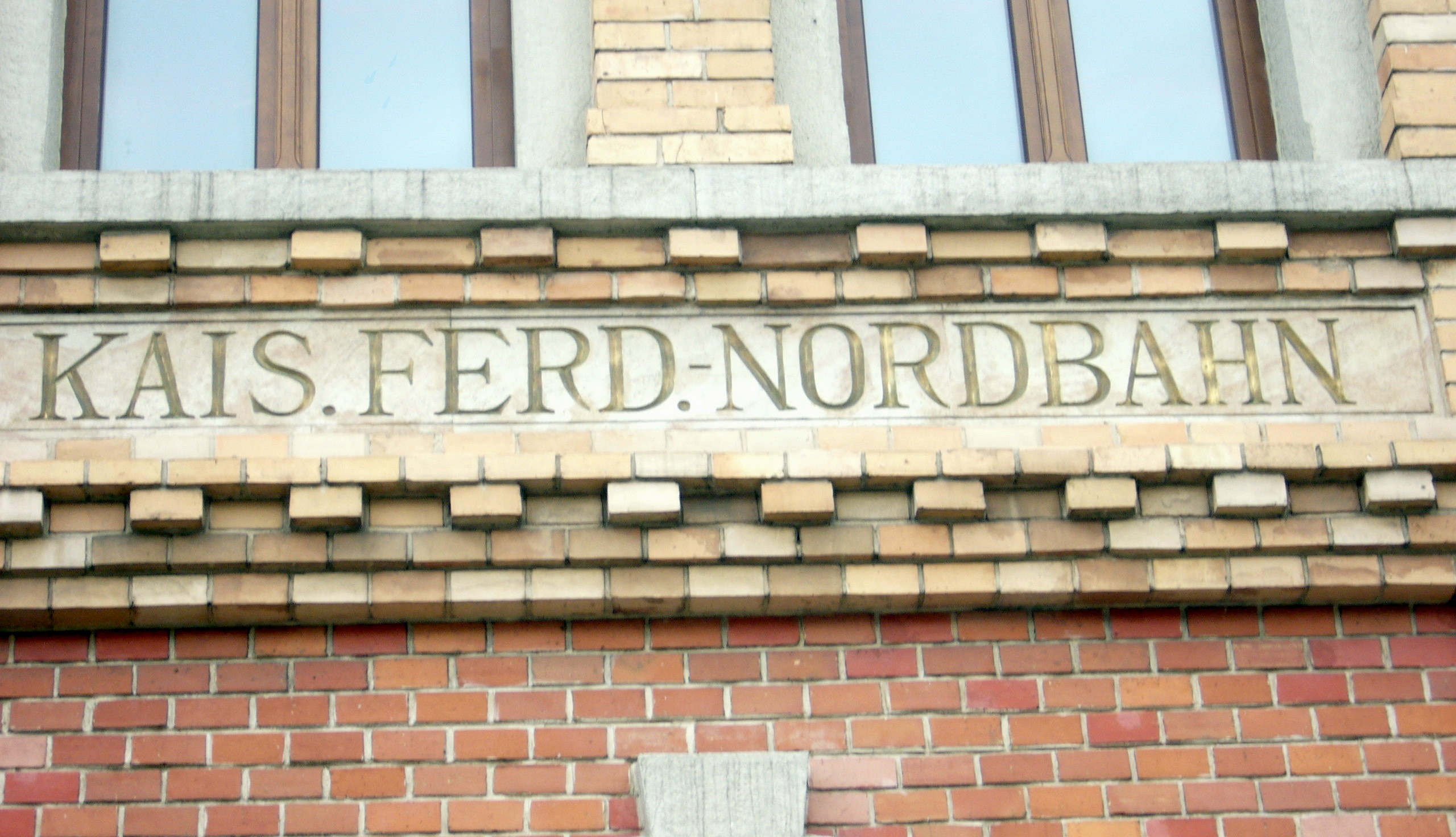
Nápis „Kaiser Ferdinands-Nordbahn“ na hlavním nádraží v Bílsku-Bělé

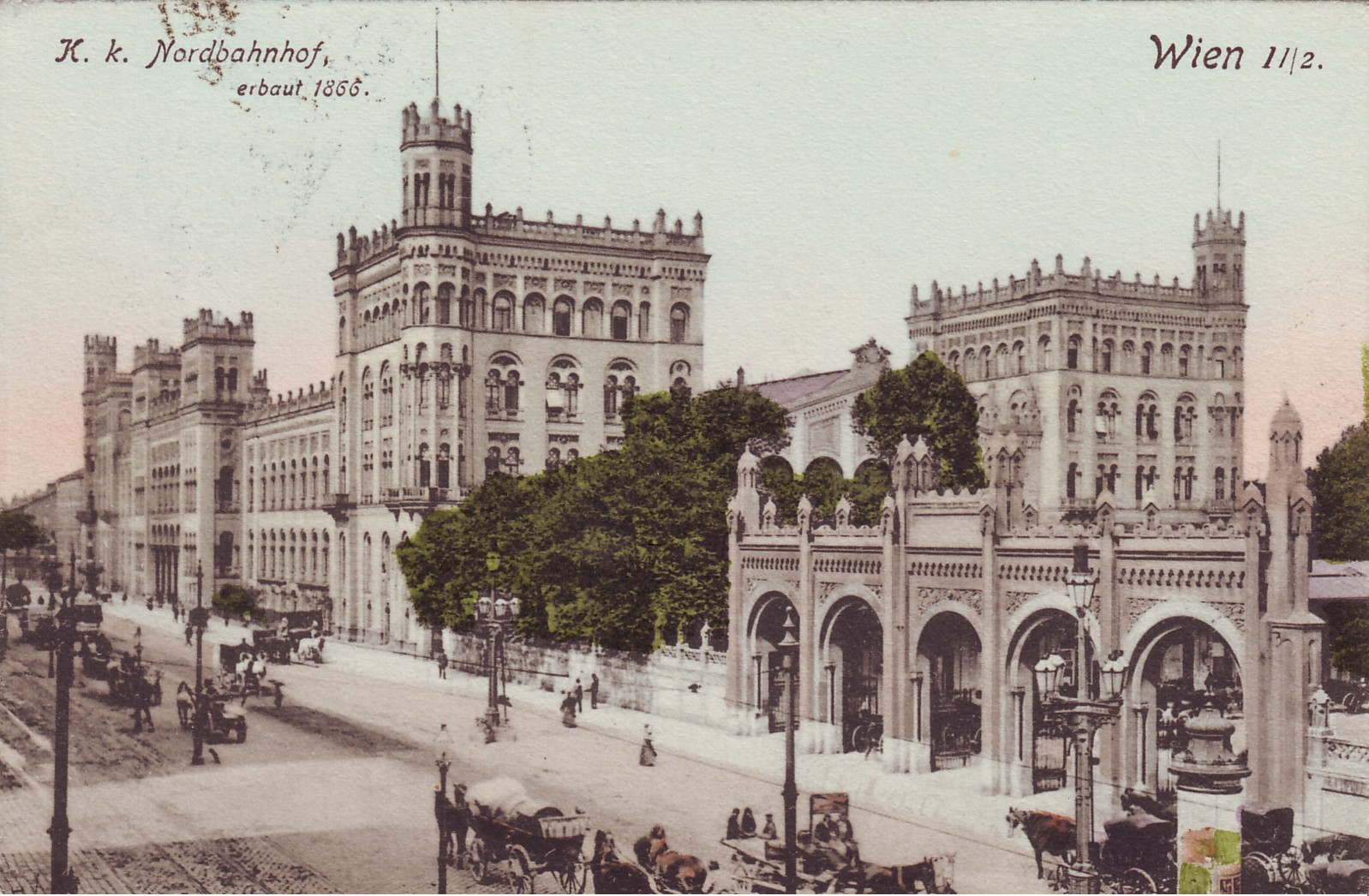
Honosná budova Severního nádraží ve Vídni je jednou z několika koncových (neprůjezdných) nádraží, které v tomto městě postavily soukromé železniční společnosti

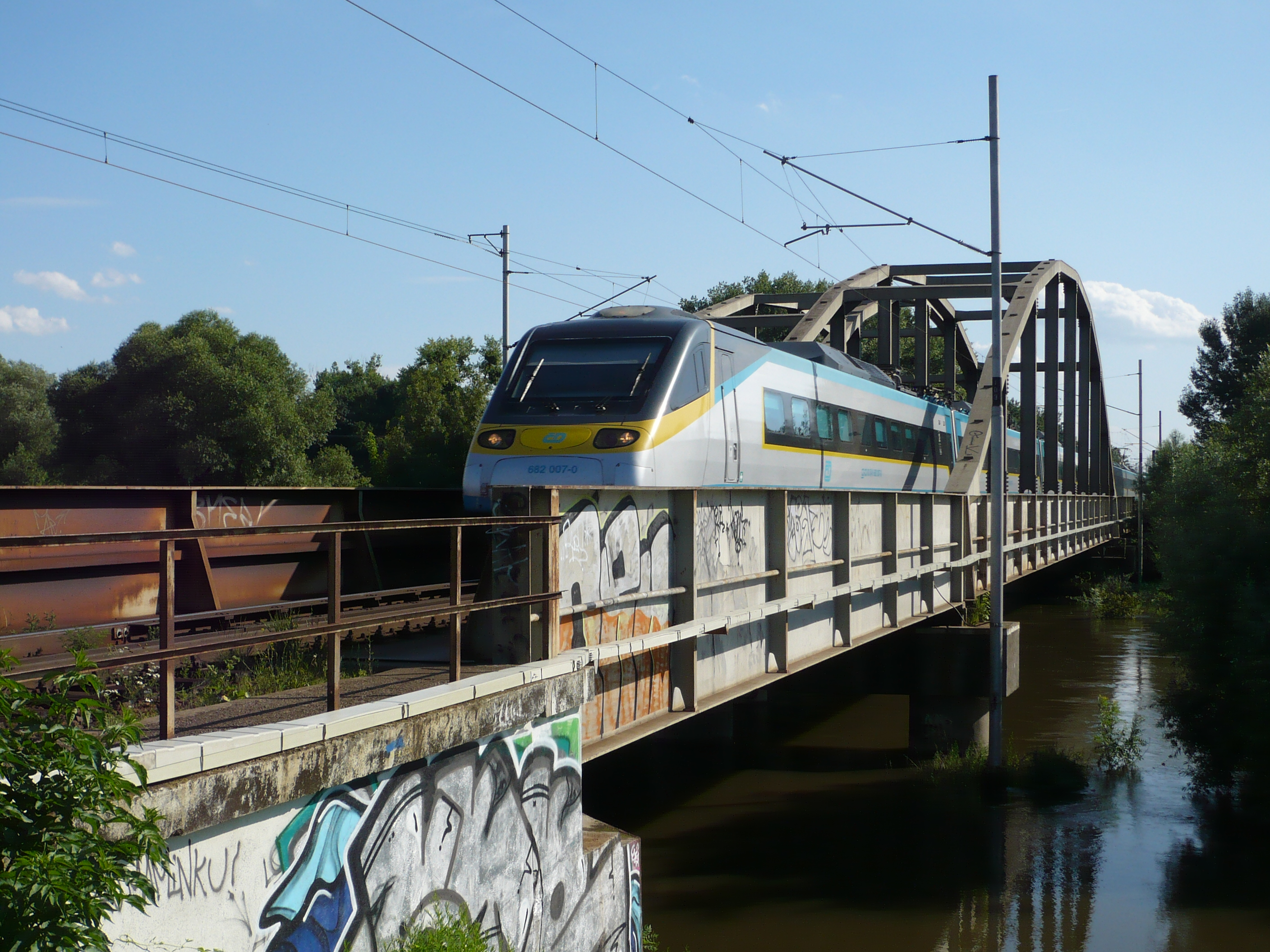
SC Pendolino na mostě přes Dyji

Autorem projektu železnice z Vídně do Haliče byl v roce 1829 Franz Xaver Riepl. Zajímavé je, že při propočítávání předpokládané skladby přepravovaného zboží se v tomto projektu s uhlím vůbec nepočítalo. Důvodem byl jeho spíš okrajový význam na začátku 19. století, přitom v 50. letech už se stavěla řada železnic právě především kvůli přepravě uhlí. V seznamu zboží se na předních místech umístili krmní voli a sůl.
Za datum vzniku firmy lze považovat 1. březen 1836, kdy byl zahájen úpis akcií této společnosti. O tři dny později pak císař Ferdinand I. podepsal privilegium na výstavbu železnice Vídeň – Bochnia. První valná hromada akcionářů se uskutečnila 25. dubna 1836. Během 15 dnů úpisu akcií byly shromážděny dostatečné prostředky, takže krátce na to mohla začít výstavba dráhy. Hlavním mecenášem nové firmy byl bankovní dům Salomona Mayera Rothschilda, který sám požádal císaře o to, aby mohla být firma pojmenována jeho jménem.

### Budování hlavní trati
Naplno se výstavba trati rozeběhla v roce 1837 a postupovalo se víceméně od Vídně směrem na sever. Jako první byl již v listopadu 1837 zprovozněn 13 km dlouhý úsek Floridsdorf – Deutsch-Wagram. Následovalo zprovoznění úseku Vídeň – Deutsch-Wagram (6. ledna 1838) a v srpnu téhož roku už jezdily pravidelné vlaky mezí Vídní a Gänserndorfem. První vlak dorazil z Vídně do Břeclavi 6. června 1839.
Výstavba postupovala rychle kupředu, takže již 7. července 1839 přijel první vlak do Brna, 1. září 1841 do Přerova, 17. října 1841 do Olomouce a 15. srpna 1842 do Lipníka nad Bečvou. Pak se ovšem postup výstavby směrem na sever zastavil. Důvodem byla nevalná finanční situace společnosti, neboť stavební náklady, ale i náklady na pořízení kolejových vozidel a udržování provozu byly vyšší, než se předpokládalo. Dráha sice nedostala finanční podporu od státu, o kterou žádala, ale neustále enormně rostoucí nakládka ve stanici Lipník firmě finančně velmi pomohla a pravděpodobně ji tak zachránila před bankrotem.
Stavba trati dál za Lipník byla zahájena až v květnu 1844, ale hlavní část prací byla prováděna až od roku 1845. V tomto úseku byla také postaven tunel: v důsledku neúnosné zeminy v zářezu budovaném v obci Slavíč bylo rozhodnuto o nahrazení zářezu Slavíčsckým (Ferdinandovým) tunelem. Později se začalo tradovat, že tunel byl postaven na žádost císaře, který chtěl mít na této trati alespoň jeden tunel. Jedná se však pouze o legendu. V současnosti je tunel opuštěn, neboť od 29. května 1895 vede trať jinudy.
Celý úsek z Lipníka do Bohumína byl dokončen v roce 1847 a první slavnostní vlak dorazil do Bohumína 1. května 1847. Dokončení tohoto úseku mělo zpočátku význam především pro samotnou KFNB, neboť jí umožnil přístup k uhlí z dolů na Ostravsku.
Po dosažení Bohumína měla velký význam krátká spojovací trať z Bohumína do pruského Annabergu (dnes Chałupki), čímž vzniklo první železniční spojení Vídeň – Berlín. Ta byla zprovozněna 1. září 1848 a došlo tím k napojení na pruskou železniční síť. Napojení Krakova na KFNB bylo nakonec dosaženo použitím Krakovsko-hornoslezské dráhy (vedoucí přes pruské území), takže KFNB stačilo pouze postavit trať z Bohumína do nejbližší stanice této dráhy, tj. do Osvětimi. Po výstavbě tohoto úseku pak byl 1. března 1856 zahájen provoz na celé hlavní trati KFNB Vídeň – Krakov.
V letech 1845–1849 Severní dráha provozovala dopravu na státem vybudované a vlastněné trati z Olomouce do Prahy. Smlouva však pro stát nebyla výhodná, protože dráha téměř všechny utržené peníze vykazovala jako utracené za náklady na provoz. Proto od 1. ledna 1850 stát tuto dráhu provozoval sám (roku 1855 však stát tuto dráhu prodal soukromému konsorciu – vznikla tak Společnost státní dráhy).

### Moravsko-slezská severní dráha
Po prohrané Prusko-rakouské válce v roce 1866 se císař František Josef I. rozhodl zmírnit bídu na válkou těžce zasaženém moravském venkově stavbou nových železnic, mimo jiné i tratě spojující Brno s Přerovem, Olomoucí a Šternberkem. Stavba trati byla podpořena zálohou v hotovosti na stavební výdaje, garantovaným zúročením kapitálu, odkupem přiměřené části akcií společnosti státem a osvobození od daní na 10 let. O koncesi na tuto trať byl velký zájem, ale proti kapitálově silné KFNB neměli ostatní účastníci šanci. Moravsko-slezská severní dráha měla od KFNB oddělené hospodaření, byla tedy dceřinou společností. Koncese byla KFNB udělena na 99 let s tím, že po 30 letech může stát společnost kdykoliv odkoupit.
Důvodem, proč musela KFNB oddělit hospodaření tratí Moravsko-slezské severní dráhy, bylo to, že tyto tratě byly budovány a státem podporovány podle koncesního zákona z roku 1855, zatímco starší tratě byly budovány na starším systému privilegií.

### Léta provozu
V roce 1855 pak byla na KFNB napojena města Opava a Bílsko. V následujících desetiletích pak probíhala výstavba dalších tratí v okolí hlavní spojnice Vídeň – Krakov, některé tratě pak KFNB koupila od jiných společností.
Severní dráha se zúčastnila stavební horečky budování místních drah, která probíhala po roce 1880 v souvislosti s vydáním zákona, který budování těchto tratí zvýhodnil.
Roku 1886 končila původní koncese, která byla udělena v roce 1836 na dobu 50 let. V 80. letech už stát změnil svůj pohled na hlavní železniční tratě a do budoucna už počítal s jejich postupným zestátňováním. Severní dráha však měla v Říšské radě velký vliv a poslanci překvapivě dráze udělili druhou koncesi, která ale firmě dala za úkol vybudování celé řady nových tratí. Nová koncese platila do roku 1904, od tohoto roku měl stát na tratě společnosti výkupní právo trvající až do roku 1940.

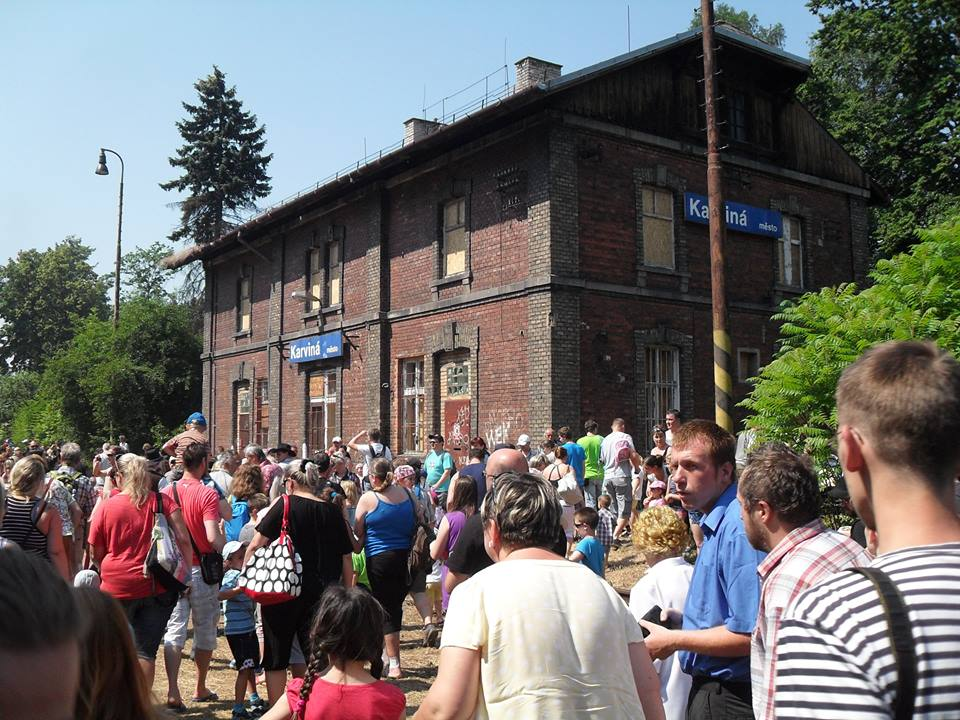
Nejzazší stanice KFNB v České republice je Karviná město

Roku 1898 byla postavena místní dráha Petrovice - Karviná nazývaná též karvinská místní dráha KFNB o délce 11,4 km, která spojovala stanici Petrovice (dnes Petrovice u Karviné) se stanicí KBD Karviná (dnes Karviná-Doly). Trať je vyjma úseku Petrovice u Karviné – Karviná město, dříve Fryštát, zrušena, ale dochovaly se na celém úseku téměř všechny železniční objekty.
KFNB také stavěla vlečky, z nichž zřejmě nejvýznamnější byla tzv. Báňská dráha. Stavba této vlečky mj. souvisela s tím, že již od roku 1855 byla KFNB také těžařskou společností, neboť zakoupila několik důlních jam a polí na Ostravsku.
Severní dráha byla jednou z největších železničních firem v Rakousku-Uhersku. Byla velmi zisková, kromě místních drah, které společnost z velké části stavěla pouze proto, že jí to ukládaly podmínky koncese. Ztráta místních drah však nebyla velká. Severní dráha byla na druhém místě v přepravených tunách uhlí, hned po Ústecko-teplické dráze.
V prvních letech provozu vyjížděly z Vídně, Olomouce, Lipníku a Brna dva vlaky, jeden kolem sedmé hodiny ráno a druhý mezi 6. a 9. hodinou večer. Jízdní řád počítal s přesností na čtvrthodinu (stav z roku 1846). V osobním provozu se zpočátku užívaly až 4 vozové třídy (upřesnění v tabulce). Dále existovaly vozy pro přepravu kočárů, v tom případě kočí nebo sluha cestoval ve 3. třídě. Rychlíky byly zavedeny až později. 
Užívané vozové třídy:
| Třída | Výbava                                                 | Jízdné (cena za 1 rakouskou míli (asi 7 km) | Barevné označení jízdenek a vozů |
| ----- | ------------------------------------------------------ | ------------------------------------------- | -------------------------------- |
| 1.    | polštářová sedadla, zasklená okna                      | 18 krejcarů                                 | žlutá                            |
| 2.    | kožená sedadla, zasklená okna                          | 12 krejcarů                                 | zelená                           |
| 3.    | otevřený vůz se střechou na sloupcích, dřevěná sedadla | 9 krejcarů                                  | hnědá                            |
| 4.    | otevřený vůz bez lavic a bez střechy                   | 6 krejcarů                                  | neuvedeno                        |

V osobní dopravě provozovala jednu z nejvýznamnějších tratí v monarchii, po které později jezdily i mezinárodní rychlíky s lůžkovými vozy, včetně sezónních vlaků pro ruskou šlechtu z Petrohradu. V jízdním řádu pro rok 1906 najdeme na hlavní trati z Přerova do Břeclavi pět rychlíků s přímými vozy do Berlína, Varšavy nebo Lvova a dalších měst. V těchto vlacích byl obvykle zařazen i jídelní vůz. Dále zde jezdilo pět osobních vlaků. Ty však v této době mívaly mnohem delší trasy než dnes.
Firma tvrdě bojovala s konkurenčními společnostmi, především se Společností státní dráhy, která byla majitelkou trati z Vídně přes Brno do Prahy. Severní dráha se dokonce snažila zabránit vybudování části z Vídně do Brna a odvolávala se na privilegium, které ji tuto trasu zaručovalo. Nelze nezapomenout na to, že Severní dráha – stejně jako Společnost státní dráhy a některé jiné velké železniční firmy – měla ve své době u veřejnosti i části politiků velmi špatný kredit. Velkou nevoli budila stálá rivalita mezi těmito subjekty, stejně jako agresivní cenová politika. Velké firmy však byly většinou ziskové a stát se snažil o jejich pozdější zestátnění spíš ze strategických důvodů.

### Zestátnění společnosti
Od roku 1904 rakouský stát začal vyjednávat o zestátnění všech drah ve vlastnictví KFNB. K zestátnění nakonec došlo k 1. lednu 1906. Stát získal od KFNB hlavní trať i s odbočkami a vlečkami, kompletní vozový park a další příslušenství. V majetku KFNB pak zůstávají doly na Ostravsku a Báňská dráha. Provoz na této dráze však začaly zajišťovat státní dráhy na účet vlastníka.
Z KFNB se tak stala čistě těžařská společnost, která dále podnikala s pozměněným názvem: Severní dráha Ferdinandova. Společnosti měl stát od roku 1909 až do roku 1988 vyplácet rentu. K definitivnímu zániku KFNB pak došlo v roce 1945, kdy byly doly této firmy znárodněny a začleněny do Ostravsko-karvinských dolů.

### Tratě společnosti po zestátnění
Provoz na tratích převzaly C. k. státní dráhy (k.k. StB), které pro ně zřídily ředitelství Wien-Nord. Po první světové válce byly trati rozděleny mezi tři nástupnické státy: Rakousko, Československo a Polsko. Objem dopravy na hlavním tahu poklesl, pro Československo byly strategicky významné její dílčí úseky, které se staly součástí východozápadních spojnic. Ty byly také přednostně modernizovány. Během první republiky byla vystavěna tzv. Dluhonická spojka (mimo Přerov) a zdvojkolejněny úseky Břeclav – Brno a Přerov – Olomouc (– Česká Třebová).
Od 50. let byla uskutečňována elektrifikace a modernizace tratí bývalé KFNB, nejprve severní větve v rámci projektu Trať družby (Praha – Čierna nad Tisou).
V 90. letech narostl význam tranzitní dopravy, úsek Břeclav – Petrovice u Karviné byl modernizován jako Druhý železniční koridor.